# Lake Creek (Yentna River)
Der Lake Creek (englisch für „Seebach“) ist ein rund 86 Kilometer langer linker Nebenfluss des Yentna River im US-Bundesstaat Alaska.

## Flusslauf
Der Lake Creek bildet den Abfluss des 421 m hoch gelegenen Sees Chelatna Lake. Er fließt von dessen südlichen Ende in südsüdöstlicher Richtung, annähernd parallel zu dem 6 km weiter östlich fließenden Kahiltna River, und mündet schließlich auf einer Höhe von 32 m in den Yentna River. Von rechts fließen dem Lake Creek mehrere kleinere Flüsse zu, darunter Sunflower Creek, Camp Creek, Home Creek und Yenlo Creek. 
Der Chelatna Lake liegt an der Südostflanke der Alaskakette. Dessen wichtigster Zufluss ist der 13,5 km lange Cripple Creek, der in der Alaskakette entspringt und in das nördliche Seeende mündet. Von der Quelle des Cripple Creek bis zur Mündung des Lake Creek beträgt die Gesamtfließstrecke etwa 113 km.